# Temple d'Amon (Médinet Habou)
Pour les articles homonymes, voir Temple d'Amon.
Le temple d'Amon situé à Médinet Habou est un temple égyptien voué au culte d'Amon.
Juste à côté du temple de Ramsès III, au nord de l’axe du migdol, on trouve le temple d'Amon. Ce temple avait été érigé durant la XVIIIe dynastie par Hatchepsout et Thoutmôsis III.
Il a, depuis, subi de nombreuses modifications, notamment sous les XXVe, XXVIe, XXIXe et XXXe dynasties, et bien sûr la période gréco-romaine, et curieusement il nous est parvenu dans un très bon état de conservation dans son ensemble même s'il fait l’objet actuellement d’une campagne de restauration et de fouilles notamment au niveau du naos.
Ce petit temple, initialement périptère, faisait l’objet d’une dévotion particulière par le peuple de Thèbes. En effet la légende rapporte qu’à l’issue de la création du monde, les huit dieux primordiaux d’Hermopolis se retirèrent à Djemé et reposent depuis sous la butte qui forme les fondations du temple. Parmi ces huit dieux on trouve Amon et sa parèdre Amemet auxquels était dédié le site.
Hatchepsout et Thoutmôsis III édifièrent un petit temple sur cet emplacement, sans doute en remaniant un ancien édifice préexistant.
Le naos composé de trois chapelles communiquant entre elles, est précédé d’une salle de la barque qui était autrefois entourée de portiques mais dont la façade a été murée aux époques ultérieures.
Sur les piliers des portiques on peut encore voir le roi, le plus souvent Thoutmôsis III, mais également son fils Amenhotep II et son petit-fils Thoutmôsis IV, faisant offrandes à différentes divinités du panthéon égyptien, dont bien sûr Amon qui occupe la place principale du culte du temple.
Ce sanctuaire formait l’une des étapes principales de la Belle fête de la vallée pendant laquelle le dieu Amon quittait son temple de Louxor et après avoir vogué vers l’occident sur la Grande Barque Sacrée d'Amon, l’Ousirhat, visitait chacun des temples de la rive ouest.
Il achevait son pèlerinage à Médinet Habou et de là retournait sur la rive est. Ces festivités faisaient l’objet de grandes cérémonies auxquelles assistaient le roi et son épouse.
Le temple subit des déprédations lors de la période amarnienne comme beaucoup de sanctuaires de Thèbes. Son caractère sacré y fut sans nul doute pour quelque chose et l’on peut encore voir les espaces martelés faisant face à la figure royale, fantômes des anciennes représentations divines qui furent restaurées à la période ramesside.
C’est sans nul doute la proximité de ce lieu saint qui présida au choix de l’emplacement du temple des millions d'années de Ramsès III, à l’instar des divines adoratrices de la Basse époque qui installèrent leur tombeau et leur chapelle funéraire juste en face du sanctuaire. C’est précisément à cette époque sous la XXVe dynastie que le temple reçut sa première extension vers l’est. Les pharaons kouchites l’ornèrent en effet d’une colonnade processionnelle à l’instar des temples de Louxor et de Karnak, et d’un petit pylône qui menait alors à un débarcadère.
Achôris, pharaon de la XXIXe dynastie, rajouta une chapelle au nord du temple, et aux dynasties suivantes, de nouvelles adjonctions toujours vers l’est prolongèrent le temple d’une nouvelle cour et d’un grand pylône d’accès qui aujourd’hui forme l’entrée principale du temple.

## Restauration
Les travaux, commencés en mars 2022, comprennent le nettoyage mécanique et chimique du sanctuaire, l’élimination des taches, le remplacement des anciennes restaurations délabrées, ainsi que divers travaux de renforcement des parois, murs, sols et plafonds et la restauration des fissures des colonnes. Le sanctuaire a de même subi des travaux de documentation et d’enregistrement. En août 2022, le Conseil Suprême des Antiquités (CSA) a achevé la restauration du sanctuaire en or.